# Химено Сильный

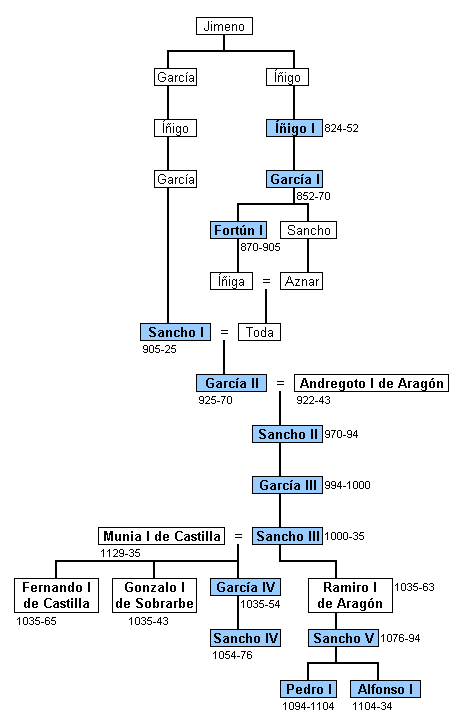
Родословие династий Ариста и Хименес

Химе́но Си́льный (исп. Jimeno или Ximeno el Fuerte; конец VIII века) — правитель владения, располагавшегося на территории современной Наварры. Предполагается, что он был графом Памплоны. Химено упоминается в сочинениях испано-мусульманских хронистов и в наваррских преданиях. Историки считают Химено Сильного первым документально засвидетельствованным правителем Наварры. Согласно преданиям, он является родоначальником двух династий — Ариста и Хименес, правивших в королевствах Наварра, Арагон и Кастилия в IX—XIII веках.

## Биография
Граф Химено Сильный упоминается в исторических хрониках мусульманских авторов в связи с походом эмира Кордовы Абд ар-Рахмана I, совершённым им в горные районы Пиренеев против живших здесь христиан. Причиной похода послужил отказ местных жителей выплачивать налоги в казну Кордовского эмирата, что было вызвано активизацией политики Франкского государства в этом регионе и надеждой населения этих областей на скорое освобождение от власти мавров. В 781 году Абд ар-Рахман I собрал большое войско и выступил из Кордовы, по пути в земли христиан восстановив свою власть над бунтовавшей Сарагосой. Затем мавры вторглись в Ла-Риоху, где им безуспешно попытался оказать сопротивление граф Химено (арабским авторам он известен как Mothmin el-Akra — Химено из крепости). Войско Абд ар-Рахмана взяло Калаорру, Нахеру и Вигеру, после чего захватило Памплону и полностью разрушило город. Среди пленных, захваченных маврами, был Фортун (Фортунио), брат не названного по имени местного правителя. Получив заложников, войско мусульман двинулось отсюда дальше на восток и подчинило власти эмира графа Галиндо Веласкотенеса.
О дальнейшей судьбе графа Химено ничего не известно, но предполагается, что он мог на некоторое время сохранить свою власть над Памплоной в качестве вассала Кордовского эмирата и быть изгнанным из своих владений в результате нового похода мавров в 783 году.
Записи в исторических хрониках испано-мусульманских авторов об этом походе — единственные достоверные свидетельства о графе Химено. Однако он упоминается также в большом числе народных преданий о ранней истории Наварры, переданных средневековыми хронистами (например, Родриго Хименесом де Радой или «Книгой королей» из монастыря Сан-Сальвадор-де-Лейре), и в составленных на их основе генеалогиях. Согласно одним преданиям, Химено Сильный был сыном легендарного первого короля Наварры Гарсии Хименеса, родословие которого возводилось к жившему в начале VIII века вестготскому герцогу Кантабрии Андеке. Другие предания считали графа Химено выходцем из Беарна. Его женой называли Тейду Бискайскую. Старшим сыном от этого брака считали Иньиго Хименеса, первого в роде Ариста, а вторым сыном — Гарсию Хименеса, положившего начало династии Хименес. Хотя в современных событиям документах подтверждения этих родственных связей не обнаружено, историки допускают возможность происхождения династий Ариста и Хименес от одного предка.